# God Dethroned
God Dethroned – holenderska grupa muzyczna wykonująca death metal. Powstała 1991 roku w Beilen. W 1993 roku po nagraniu debiutanckiego albumu zespół został rozwiązany. W 1996 roku formacja wznowiła działalność w odnowionym składzie. Grupie przewodził gitarzysta i wokalista Henri Sattler, który pozostaje jednym członkiem oryginalnego składu. Do 2010 roku ukazało się dziewięć albumów studyjnych God Dethroned pozytywnie ocenianych zarówno przez krytyków muzycznych jak i publiczność. W 2012 roku grupa zakończyła działalność. Od 2015 roku zespół ponownie jest aktywny.

## Historia
Zespół powstał w 1991 roku w Beilen  z inicjatywy gitarzysty i wokalisty Henriego Sattlera, gitarzysty Hansa Leegstra oraz perkusisty Arda de Weerda. Leegstra wkrótce po powstaniu zespołu porzucił działalność artystyczną. Ostatecznie skład uzupełnił basista Marco Barends. Jako trio grupa zarejestrowała debiutanckie demo zatytułowane Christhunt. Natomiast debiutancki album studyjny The Christhunt został wydany już w rok później przez niemiecką wytwórnię muzyczną Shark Records. Do pochodzącego z płyty utworu "Necromagnon" został zrealizowany teledysk. Po nagraniach z zespołu odszedł Barends którego zastąpił Marcel Beukeveld. Wydawnictwo okazało się niepowodzeniem z powodu znikomej promocji. W konsekwencji w 1993 roku zespół został rozwiązany. W 1996 roku Sattler podjął się odbudowy zespołu. Skład utworzyli ponadto gitarzysta Jens van der Valk, basista Beef oraz perkusista Roel Sanders. Wkrótce potem muzycy podpisali kontrakt z wytwórnią muzyczną Metal Blade Records. 20 stycznia 1997 roku ukazał się drugi album zespołu zatytułowany The Grand Grimoire. Na wydawnictwie oprócz autorskich kompozycji znalazła się interpretacja "Fire" z repertuaru Arthura Browna. Płyta spotkała się z zadowoleniem wytwórni co umożliwiło grupie dalszą działalność. 
W 1999 roku ukazał się czwarty album kwartetu pt. Bloody Blasphemy. W ramach promocji do utworu "Under The Golden Wings Of Death" został zrealizowany teledysk. Nagrania były promowane także podczas koncertów wraz z grupami Marduk, Immortal oraz Deicide. Wkrótce potem skład opuścił Sanders, którego zastąpił Tony Laureano. Rok później nakładem Cold Blood Industries ukazała się kompilacja The Ancient Ones. Na wydawnictwie znalazły się utwory demo, a także wcześniej niepublikowane utwory. W 2001 roku ukazał się zarejestrowany w nowym składzie album pt. Ravenous. Płyta była promowana teledyskiem do tytułowego utworu. Po nagraniach ze składu odszedł Laureano, którego obowiązki przejął Ariën van Weesenbeek. W 2003 roku został wydany piąty album formacji zatytułowany Into the Lungs of Hell. W trakcie nagrań borykał się z problemami wewnątrz personalnymi na tle artystycznym. W konsekwencji po krótkiej trasie promocyjnej Jens Van Der Valk oraz Beef odeszli z grupy. Skład uzupełnili: basista Henk Zinger oraz gitarzysta Isaac Delahaye. W odnowionym składzie zespół dokończył promocję piątej płyty. W 2004 roku ukazał się szósty album God Dethroned pt. The Lair of the White Worm. Okładkę płyty przygotował polski artysta grafik - Jacek Wisniewski, znany ze współpracy z grupami Vader i Krisiun. W ramach promocji do utworu tytułowego grupa nagrała teledysk.
Również w 2004 roku ukazała się kompilacja różnych wykonawców Seven Gates of Horror – A Tribute to Possessed. Na płycie zadedykowanej twórczości amerykańskiej grupie deathmetalowej Possessed, muzycy God Dethroned zaprezentowali utwór pt. "Satan's Curse". W 2006 roku został wydany siódmy album studyjny kwartetu zatytułowany The Toxic Touch. Pod koniec 2007 roku Ariën van Weesenbeek opuścił zespół ze względu na zobowiązania wobec formacji Epica. Nowym perkusistą został Roel Sanders. W 2009 roku ukazał się ósmy album grupy pt. Passiondale. Koncepcyjny album został oparty na temacie Bitwy pod Passchendaele. Do pochodzących z płyty utworów "Drowning In Mud" i Poison Fog zostały nagrane teledyski. Po nagraniach skład uzupełniła Susan Gerl. Następnie ze składu został usunięty Roel Sanders, którego zastąpił Michiel Van Der Plicht. W 2010 roku skład opuściła Gerl, którą zastąpił Danny Tunker znany z grupy Prostitute Disfigurement. Tego samego roku został wydany dziewiąty album studyjny formacji zatytułowany Under the Sign of the Iron Cross. W 2011 roku grupa obwieściła zakończenie działalności. Ostatni koncert kwartetu początkowo miał odbyć się w grudniu tego samego roku podczas Eindhoven Metal Meeting w Holandii. Jednakże zespół zagrał jednorazowo w styczniu 2012 roku w ramach festiwalu 70000 Tons of Metal, po czym zakończył działalność. W 2015 roku zespół ponownie reaktywował się a w 2017 roku nagrał nowy album "The World Ablaze" będący trzecim albumem o tematyce związanej z I Wojną Światową. Ostatni album pt. "Illuminati " grupa nagrała w 2020 roku.

## Muzycy
| Obecny skład zespołu - Henri Sattler - gitara, śpiew (1991-1993, 1996-2012, 2014- obecnie) - Dave Meester- gitara (2019- obecnie) - Jeroen Pomper- gitara basowa (2014- obecnie) - Frank Schilperoort- perkusja (2021- obecnie) Muzycy koncertowi - Janne Saarenpää - perkusja (2001) | Byli członkowie zespołu - Remco Hulst - gitara basowa (1991-1992) - Marco Arends - gitara basowa (1992) - Marcel Beukeveld - gitara basowa (1992-1993) - Ard De Weerd - perkusja (1991-1992) - Oscar Carre - gitara (1992) - Roel "Rule" Sanders - perkusja (1996-2000) - Jens Van Der Valk - gitara (1996-2004) - Beef - gitara basowa, śpiew (1997-2004) - Tony Laureano - perkusja (2000-2001) - Ariën van Weesenbeek - perkusja (2001-2008) - Isaac Delahaye - gitara (2004-2008) - Susan Gerl - gitara (2009-2010) - Henk Zinger - gitara basowa (2004-2012) - Danny Tunker - gitara (2010-2012) - Mike van der Plicht - perkusja (2009-2012) |

## Dyskografia
| Albumy studyjne - The Christhunt (1992, Shark Records) - The Grand Grimoire (1997, Metal Blade Records) - Bloody Blasphemy (1999, Metal Blade Records) - Ravenous (2001, Metal Blade Records) - Into the Lungs of Hell (2003, Metal Blade Records) - The Lair of the White Worm (2004, Metal Blade Records) - The Toxic Touch (2006, Metal Blade Records) - Passiondale (2009, Metal Blade Records) - Under the Sign of the Iron Cross (2010, Metal Blade Records) - "The World Ablaze" (2017, Metal Blade Records) - "Illuminati" (2020, Metal Blade Records) | Dema - Christhunt (1991, wydanie własne) Kompilacje - The Ancient Ones (2000, Cold Blood Industries) Kompilacja różnych wykonawców - Seven Gates of Horror – A Tribute to Possessed (2004, Karmageddon Media) |